# Province de Mariscal Nieto
La province de Mariscal Nieto (en espagnol : Provincia de Mariscal Nieto) est l'une des trois provinces de la région de Moquegua, dans le sud du Pérou. Son chef-lieu est la ville de Moquegua.

## Géographie
La province couvre une superficie de 8 671,58 km2. Elle est limitée par la province de General Sánchez Cerro au nord, la province de Candarave (région de Tacna) à l'est, la province d'Ilo au sud et les provinces d'Islay et d'Arequipa à l'ouest.

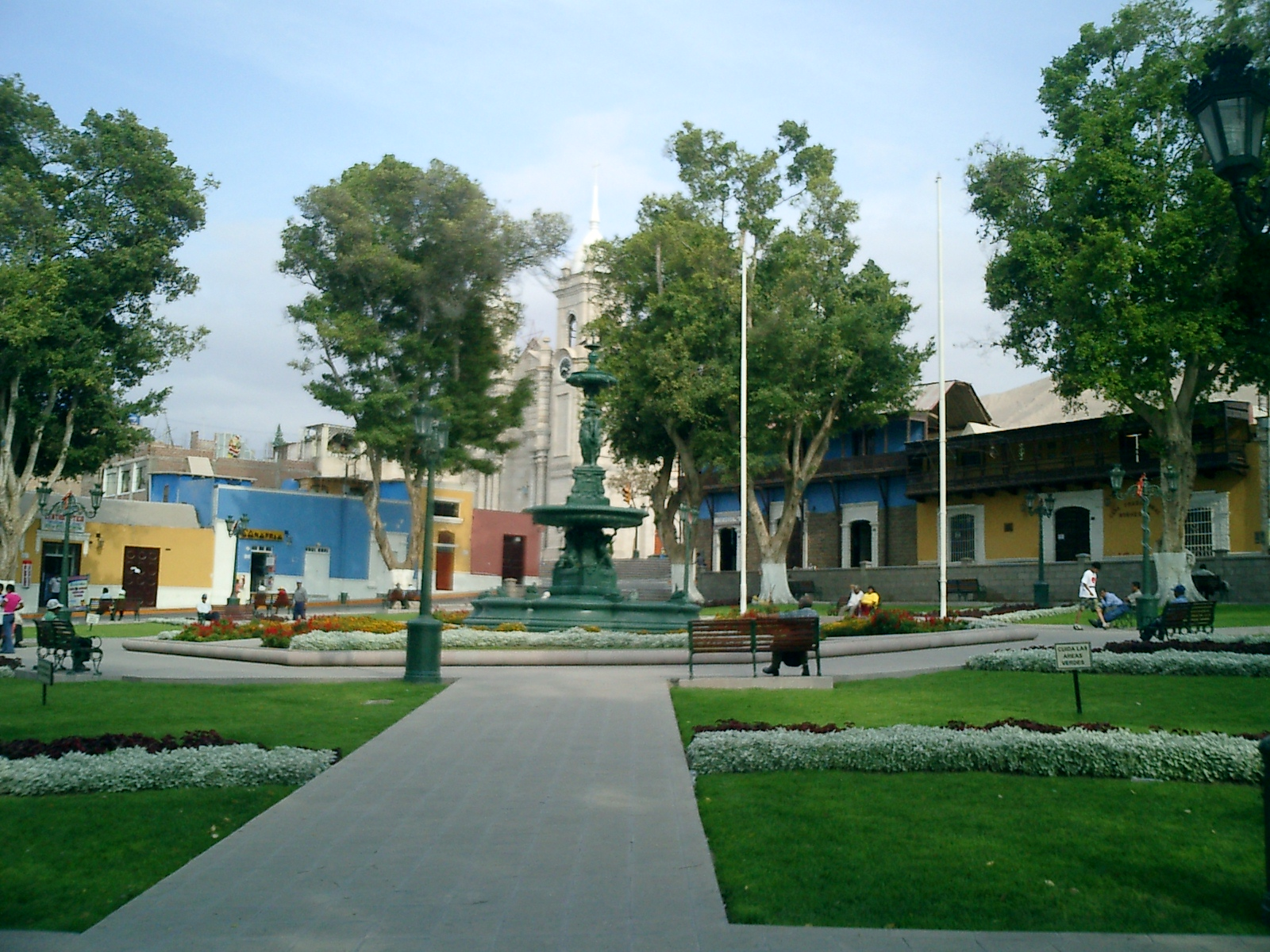
Plaza de Armas dans la capitale Moquegua

## Histoire
La province fut créée en 1936.

## Population
La population de la province était estimée à 70 460 habitants en 2005.

## Subdivisions
La province est divisée en six districts :
- Carumas
- Cuchumbaya
- Moquegua
- Samegua
- San Cristóbal
- Torata